# Força central
Una força central és una força que està dirigida al llarg d'una recta radial a un centre fix i la magnitud de la qual només depèn de la coordenada radial {\displaystyle r}:
{\displaystyle \mathbf {F} =F(r){\hat {\mathbf {r} }}}
on {\displaystyle {\hat {\mathbf {r} }}} és un vector unitari dirigit radialment des de l'origen.
El vector força és sempre paral·lel al vector posició. L'origen creador de la força s'anomena centre del moviment.

## Propietats
Una força central és sempre una força conservativa. Les forces conservatives no depenen del temps i satisfan que el seu rotacional és nul. Es poden expressar com el gradient del seu potencial amb el signe canviat:
{\displaystyle \nabla \times \mathbf {F} (\mathbf {r} )=0}
{\displaystyle \mathbf {F} (\mathbf {r} )=-\mathbf {\nabla } V(\mathbf {r} )}
En els camps de forces centrals el moment angular es conserva:
{\displaystyle \mathbf {L} =\mathbf {r} \times m\mathbf {\dot {r}} ={\mbox{const}}}
Això és degut al fet que el moment de forces és nul ({\displaystyle \mathbf {\mathbf {\tau } } =\mathbf {r} \times \mathbf {F} =0}), ja que el vector força és sempre paral·lel al de posició. Com a conseqüència, el cos sotmès a la força es mou en un pla.
Si el moment angular és nul, el cos descriu un moviment rectilini amb acceleració no constant a través de la recta que l'uneix a l'origen.

## Exemples
Els casos més familiars de forces centrals són les forces de la gravetat i l'electroestàtica. Ambdós són exemples de forces proporcionals a l'invers del quadrat de la distància: {\displaystyle F(r)\propto 1/r^{2}}. Un altre exemple és l'oscil·lador harmònic, on {\displaystyle F(r)\propto r} i és de signe negatiu.
El teorema de Bertrand demostra que les forces del tipus {\displaystyle F(r)=-k/r^{2}} i {\displaystyle F(r)=-kr} són les úniques forces centrals que produeixen òrbites tancades estables.